# Upper Heyford (Northamptonshire)
Upper Heyford es un pueblo y una parroquia civil del distrito de South Northamptonshire, en el condado de Northamptonshire (Inglaterra).

## Demografía
Según el censo de 2001, Upper Heyford tenía 77 habitantes (40 varones y 37 mujeres). 16 de ellos (20,78%) eran menores de 16 años, 58 (75,32%) tenían entre 16 y 74, y 3 (3,9%) eran mayores de 74. La media de edad era de 38,27 años. De los 61 habitantes de 16 o más años, 11 (18,03%) estaban solteros, 39 (63,94%) casados, y 11 (18,03%) divorciados o viudos. 43 habitantes eran económicamente activos, todos ellos empleados. Había 3 hogares sin ocupar y 33 con residentes.
| 122                         | 117 | 122 | 112 | 111 | 104 | - | - | 115 | 96 | 88 | 96 | 102 | 109 | - | 100 | 68 |
| (Fuente: Vision of Britain) |     |     |     |     |     |   |   |     |    |    |    |     |     |   |     |    |